# Elmers
Elmers (franska: Elmers (CR), Elmers (Commune Rurale), arabiska: مركز باب تازة) är en kommun i Marocko.   Den ligger i provinsen Boulemane och regionen Fès-Meknès, i den nordöstra delen av landet, 220 km öster om huvudstaden Rabat. Antalet invånare är 5 891.